# Ducati 1098
La Ducati 1098 è una moto sportiva presentata ad EICMA 2006 e prodotta a partire dal 2007 dalla casa motociclistica italiana Ducati in sostituzione della 999. È stata a sua volta sostituita nel 2009 dalla Ducati 1198.

## Design

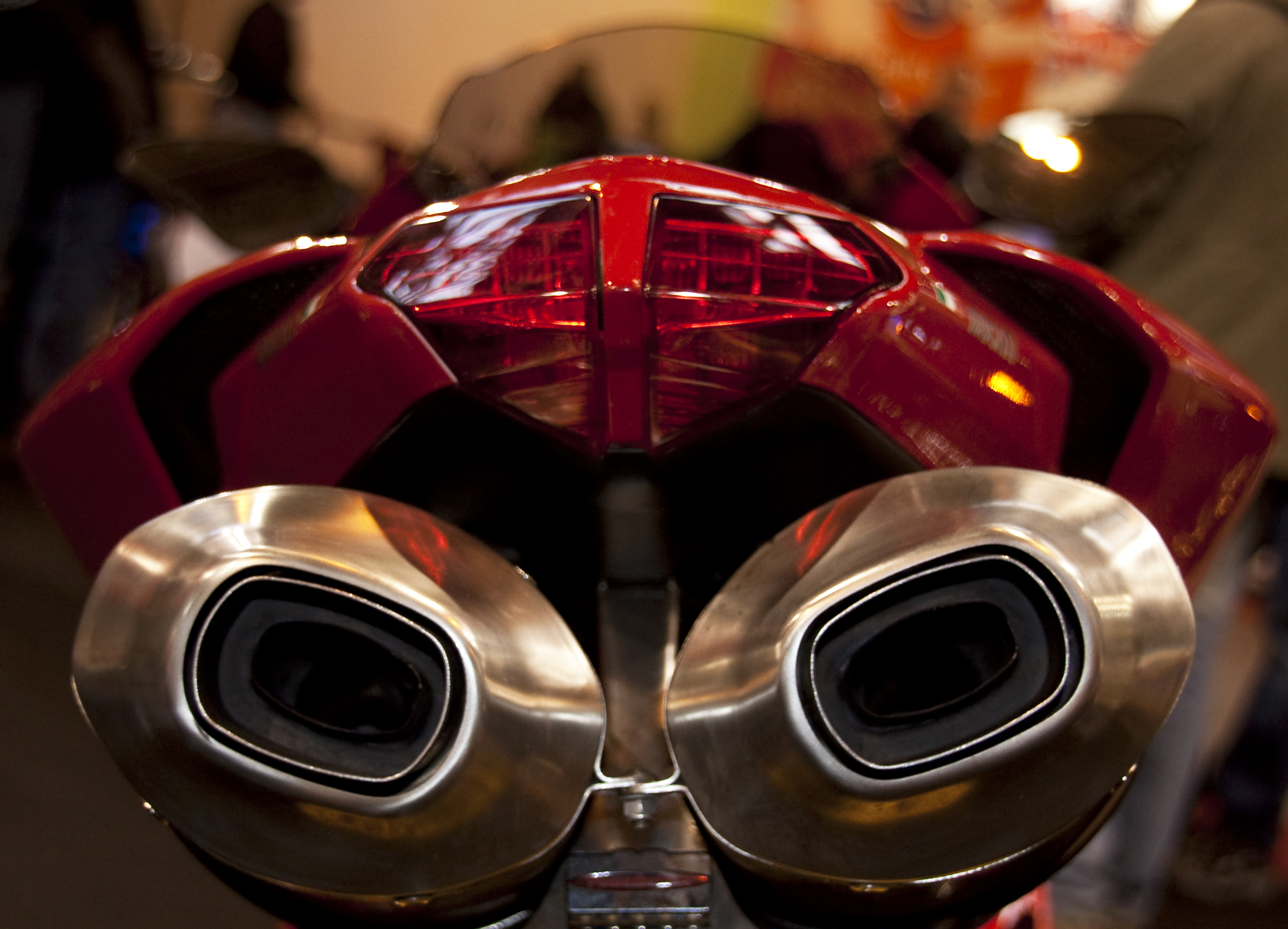
Dettaglio degli scarichi di una 1098

Il design è fortemente ispirato alla serie 916 - 996 - 998 disegnata da Massimo Tamburini ed è completamente diverso dalla 999 di Pierre Terblanche, modello che non aveva trovato unanime consenso nel mondo degli appassionati in quanto troppo diverso e complesso da un punto di vista del design. Ritornano così il forcellone monobraccio, vero segno distintivo della serie Tamburini, come pure il doppio scarico sottosella e la coppia di fari simmetrici semicurvi disposti orizzontalmente che richiamano quelli che allora furono i gruppi ottici anteriori della sua progenitrice. La 1098 risulta quindi aggressiva, compatta, aerodinamica ed elegante, infatti ha riscosso molto successo e un'evidente approvazione tra i motociclisti,ma soprattutto tra i ducatisti, fin dalla sua presentazione, avvenuta nel 2006 all'Eicma.

## Motore
Il motore, un'evoluzione di quello della 999, denominato Testastretta Evoluzione, è il classico 2 cilindri con disposizione "a L" desmo Ducati. Grazie all'aumento di cilindrata e ad altri accorgimenti riesce ad erogare 163 cavalli. Inoltre, la 1098 dispone del rapporto coppia/peso tra i più alti delle supersportive, infatti il rapporto peso/potenza è di 1:1 se si installa il Kit Ducati Performance+Termignoni, fornito dalla casa.

## Versioni

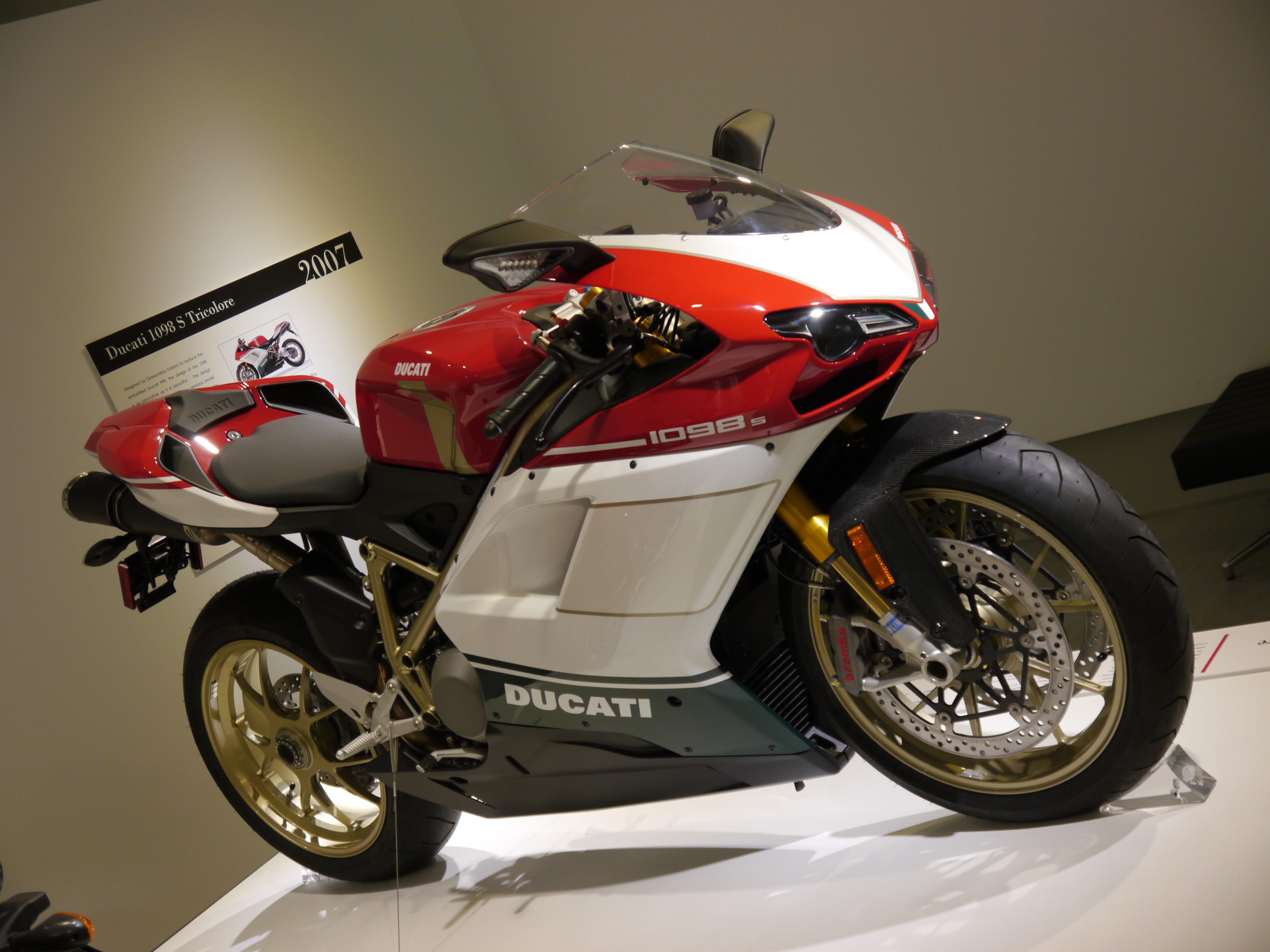
Ducati 1098S Tricolore

La 1098 era inizialmente disponibile in tre versioni: 1098, 1098 S e 1098 S Tricolore. La versione S, rispetto a quella base, dispone di cerchi Marchesini in lega ultraleggera forgiati a macchina, di sospensioni e ammortizzatori di sterzo Öhlins in luogo delle sospensioni Showa, e infine di un sistema di acquisizione dati denominato DDA (Ducati Data Analizer), capace di immagazzinare fino a tre ore di telemetria poi scaricabile su una chiavetta USB fornita con la moto, molto utile nell'uso in pista. La versione S Tricolore, oltre ad avere la dotazione speciale e più raffinata della S è verniciata verde, bianca e rossa come la bandiera italiana (da qui il nome "Tricolore") e come alcune storiche moto Ducati, ricordiamo fra queste la 750 F1 del 1985 (utilizzata poi anche da Lucchinelli) chiamata "Freccia Tricolore".
All'EICMA 2007 è stata presentata la versione R ancora più corsaiola, su cui sarà basata la versione SBK dell'anno dopo, utilizzata dal campione Troy Bayliss e dal suo compagno Haga. Visto il cambiamento al regolamento delle Superbike, che consente alle bicilindriche fino a 1.200 cm³ di cilindrata, la cilindrata del motore è stata aumentata sino a toccare i 1198 cm3 molto vicini alla soglia permessa dal regolamento; il nome tuttavia rimane 1098R.
La 1098R è stata la prima motocicletta di serie dotata di un sistema di controllo elettronico della trazione (DTC,Ducati Traction Control, utilizzato in seguito anche su Panigale V2 e V4), frutto dell'esperienza maturata in questo campo dai tecnici Ducati in MotoGp. Dispone inoltre di altre migliorie tecniche, come ad esempio la frizione antisaltellamento, che consentiva di attuare "doppiette" molto facilmente evitando il saltellamento della ruota posteriore, la conseguente perdita di aderenza o un maggior rallentamento in entrata di curva.
La moto viene venduta assieme ad un kit che porta la potenza del motore da 180 a 190 CV, migliorandone le prestazioni grazie anche agli scarichi in carbonio prodotti da Termignoni, ad una centralina creata e bancata appositamente per questo modello e ad altri accorgimenti mirati a ridurne il peso (terminali più leggeri, airbox più leggero).
Infine questa versione della 1098 è conosciuta per essere stata la bicilindrica più potente fino all'avvento della 1299 Superleggera in quanto i suoi cv alla ruota sono superiori a quelli, calcolati sempre tramite banco 95/1CE di massima tecnologia,di una 1299 o di una 1299 FE.
Ducati North America ha presentato a Laguna Seca il 14-16 agosto 2009 in occasione del Rolex Monterey Historic Automobile Races, una Martini Racing Ducati 1098S per onorare il classico Martini Racing Porsche degli anni '70.